# Phtheochroa annae
Phtheochroa annae es una especie de polilla de la familia Tortricidae. La envergadura es de 21–23 mm. Se han registrado vuelos en adultos de abril a mayo.
Las larvas se alimentan de Bryonia dioica.

## Distribución
Se encuentra en Austria, la República Checa, Eslovaquia, Hungría, Rumania y Grecia.